# Spindasis spindasoides
Spindasis spindasoides är en fjärilsart som beskrevs av Aurivillius 1916. Spindasis spindasoides ingår i släktet Spindasis och familjen juvelvingar. Inga underarter finns listade i Catalogue of Life.